# Хрольф Краки
Хрольф Краки (иначе Хрольв Жердинка; Hroðulf, Rolfo, Roluo, Rolf Krage; возможно, VI век) — полулегендарный король Дании, истории о котором являются частью множества англосаксонских и скандинавских легенд. Его имя на старонорвежском, Hrōþiwulfaz, означает «знаменитый волк».
Во всех легендах он описан как представитель династии Скьёльдунгов, однако в скандинавских легендах его жизнь рассматривается подробно, тогда как в англосаксонских он лишь упоминается (например, в «Беовульфе» — как враг короля Хродгара). Центральными моментами многих легенд о Хрольфе являются его визит к легендарному шведскому королю Адильсу и война со своим зятем Хьёрвардом, в которой Хрольф погибает. Некоторыми историками признаётся безусловная историчность данного человека.
- Эта статья (раздел) содержит текст, взятый (переведённый) из одиннадцатого издания «Британской энциклопедии», перешедшего в общественное достояние.

1. ↑  Cassell's Dictionary of Norse Myth & Legend — 2002. — С. 21. — 494 с. — ISBN 0-304-36385-5